# Pulse (film 2006)
Pulse è un film horror diretto da Jim Sonzero e scritto da Wes Craven; la pellicola è un remake hollywoodiano dell'horror giapponese del 2001 intitolato Kairo.

## Trama
In seguito alle funamboliche attività informatiche di un gruppo di giovani bucanieri dell'etere, una copiosa serie di suicidi collegati a strane apparizioni invade le cronache, imponendosi all'attenzione dell'opinione pubblica. La giovane Mattie, trascinata al centro degli eventi dall'attività di pirata informatico del fidanzato Josh, si troverà a fronteggiare spaventosi fenomeni a metà tra digitale e paranormale.